# CONMEBOL
Jihoamerická fotbalová konfederace (španělsky CONfederación SudaMEricana de FútBOL, portugalsky Confederação Sul-Americana de Futebol známá pod zkratkou CONMEBOL) je hlavní řídící organizací jihoamerického fotbalu, futsalu a plážového fotbalu.
Je jednou ze šesti kontinentálních konfederací pod FIFA a je z nich nejstarší. Její sídlo se nachází ve městě Luque v Paraguayi a jejím současným prezidentem je Alejandro Domínguez. CONMEBOL má na starosti organizování a vedení jihoamerických fotbalových turnajů. Členové CONMEBOL vyhráli desetkrát mistrovství světa ve fotbale (Brazílie 5x, Argentina 2x a Uruguay 2x), týmy z CONMEBOL vyhrály 22x Interkontinentální pohár a třikrát mistrovství světa ve fotbale klubů. S deseti členskými národními asociacemi je nejmenší regionální konfederací. Ale spolu s UEFA je z hlediska fotbalovosti jednou z nejsilnějších.

## Historie
V roce 1916 se uskutečnil první ročník Mistrovství Jižní Ameriky ve fotbale (turnaj je nyní znám pod názvem Copa América), který byl uspořádán na výročí argentinské Májové revoluce. Zástupci všech čtyřech účastníků tohoto mistrovství se během turnaje sešli a 9. července 1916 (sedmý den konání mistrovství a zároveň na svátek argentinské nezávislosti) se dohodli na založení organizace CONMEBOL. Prezidentem organizace se stal Héctor Rivadavia. Zakládajícími členy byli Argentina, Brazílie, Chile a Uruguay.
Během dalších let se přidávaly i další národní asociace. Jako poslední se v roce 1952 přidala Venezuela. Avšak Guyana, Surinam a Francouzská Guyana se členy CONMEBOL nestaly, ačkoliv leží geograficky v Jižní Americe. Tyto tři národní asociace se staly z historických a kulturních důvodů členy CONCACAF. Se současnými deseti členy je tak CONMEBOL nejméně početnou konfederací.

### Seznam prezidentů CONMEBOL
| Jméno                      | Stát      | Funkční období |
| -------------------------- | --------- | -------------- |
| Héctor Rivadavia Gómez     | Uruguay   | 1916 – 1936    |
| Luis Salesi                | Argentina | 1936 – 1939    |
| Luis Valenzuela Hermosilla | Chile     | 1939 – 1955    |
| Carlos Dittborn Pinto      | Chile     | 1955 – 1957    |
| José Ramos de Freitas      | Brazílie  | 1957 – 1959    |
| Fermín Sorhueta            | Uruguay   | 1959 – 1961    |
| Raúl Colombo               | Argentina | 1961 – 1966    |
| Teófilo Salinas Fuller     | Peru      | 1966 – 1986    |
| Nicolás Leoz               | Paraguay  | 1986 – 2013    |
| Eugenio Figueredo          | Uruguay   | 2013 – 2014    |
| Juan Ángel Napout          | Paraguay  | 2014 – 2015    |
| Wilmar Valdez              | Uruguay   | 2015 – 2016    |
| Alejandro Domínguez        | Paraguay  | od 2016        |

## Soutěže

### Národní týmy
Hlavní soutěží pro mužské národní týmy je Copa América, jejíž první ročník se konal v roce 1916 pod názvem Mistrovství Jižní Ameriky ve fotbale. CONMEBOL pořádá také mládežnická mistrovství Jižní Ameriky do 20, do 17 a do 15 let. Pro ženské národní týmy pořádá Campeonato Sudamericano Femenino a také Mistrovství Jižní Ameriky žen do 20 a 17 let.
Ve futsale pořádá turnaj Copa América de Futsal a Mistrovství Jižní Ameriky ve futsale hráčů do 20 let. Campeonato Sudamericano Femenino de Futsal je ženskou obdobou futsalového mistrovství.

### Klubové
CONMEBOL také pořádá dvě nejdůležitější klubové soutěže v Jižní Americe: Pohár osvoboditelů (Copa Libertadores), jenž se koná od roku 1960 a byl do roku 1966 znám jako Copa de Campeones; a Copa Sudamericana, která se koná od roku 2002, kdy byla založena jako nástupce Supercopy Sudamericana (založena 1988). Třetí soutěž, Pohár CONMEBOL, se konal od roku 1992 a byl zrušen v roce 1999. V ženském fotbale pořádá Copa Libertadores de Fútbol Femenino, a to od roku 2009.
Od roku 1989 se navíc koná Recopa Sudamericana, kde se utkává minulý vítěz Copa Libertadores s vítězem Copa Sudamericana.
Mezi lety 1960 a 2004 navíc CONMEBOL spolupořádala se zónou UEFA Interkontinentální pohár, ve kterém se utkával vítěz Copa Libertadores a Ligy mistrů UEFA. Od roku 2005 byl tento pohár nahrazen Mistrovstvím světa ve fotbale klubů pořádaným FIFA.

## Členové
- Argentina (1916)
- Bolívie (1926)
- Brazílie (1916)
- Ekvádor (1927)
- Chile (1916)
- Kolumbie (1936)
- Paraguay (1921)
- Peru (1925)
- Uruguay (1916)
- Venezuela (1952)

- V závorkách rok přijetí za člena CONMEBOL.

## Seznam soutěží
Národní týmy:
- Copa América
- Mistrovství Jižní Ameriky ve fotbale hráčů do 20 let
- Mistrovství Jižní Ameriky ve fotbale hráčů do 17 let
- Mistrovství Jižní Ameriky ve fotbale hráčů do 15 let
- Sudamericano Femenino
- Mistrovství Jižní Ameriky ve fotbale žen do 20 let
- Mistrovství Jižní Ameriky ve fotbale žen do 17 let
- Copa América de Futsal
- Mistrovství Jižní Ameriky ve futsalu hráčů do 20 let
- Campeonato Sudamericano Femenino de Futsal

Klubové:
- Copa Libertadores
- Copa Sudamericana
- Recopa Sudamericana
- Suruga Bank Championship
- Copa Libertadores de Fútbol Femenino
- U-20 Copa Libertadores

Zrušené:
- Supercopa Sudamericana
- Pohár CONMEBOL
- Copa Ganadores de Copa
- Copa Oro
- Copa Mercosur
- Copa Merconorte
- Supercopa Masters
- Copa Masters CONMEBOL
- Supercopa de Campeones Intercontinentales
- Interkontinentální pohár
- Copa Interamericana